# Friedrich Heinrich von Kittlitz

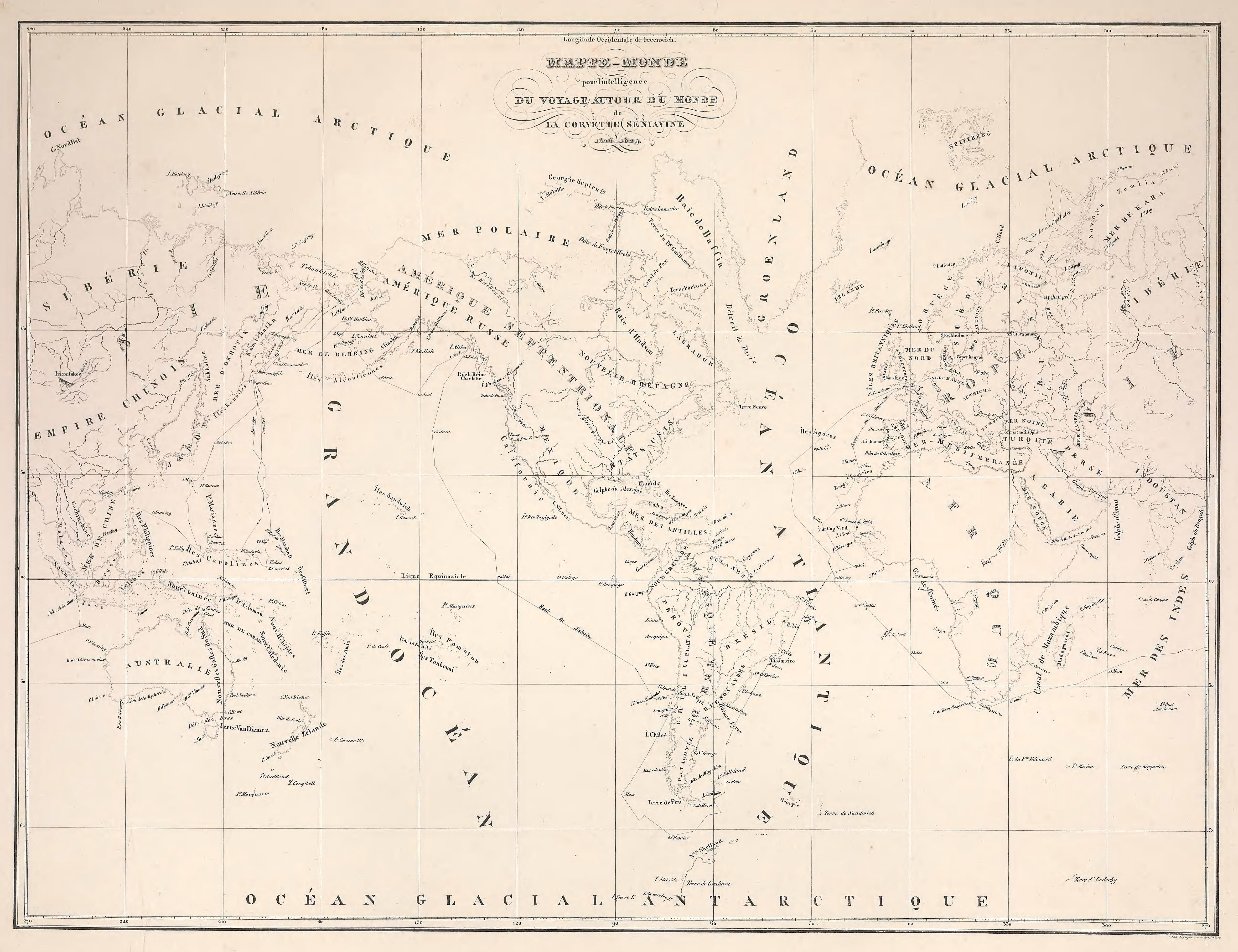
Percorso del senjawin

Friedrich Heinrich von Kittlitz (Breslavia, 16 febbraio 1799 – Magonza, 10 aprile 1874) è stato un botanico e zoologo tedesco.

## Opere
- (DE) Vierundzwanzig Vegetations-Ansichten von Küstenländern und Inseln des Stillen Ozeans, 1844-45.

| Kittlitz è l'abbreviazione standard utilizzata per le piante descritte da Friedrich Heinrich von Kittlitz. Consulta l'elenco delle piante assegnate a questo autore dall'IPNI. |

| Kittlitz è l'abbreviazione standard utilizzata per le specie animali descritte da Friedrich Heinrich von Kittlitz. Categoria:Taxa classificati da Friedrich Heinrich von Kittlitz |